# Џон Сина
Џон Феликс Ентони Сина (енгл. John Felix Anthony Cena; Вест Њубери, 23. априла 1977) је амерички професионални рвач, репер и глумац. Тренутно ради за World Wrestling Entertainment. Био је најдужи WWE шампион са 380 дана, пре него што му је одузета због повреде коју је проузроковао Ренди Ортон. Такође је био три пута шампион САД и четири пута шампион у тимској категорији.
Пре него што је постао WWE Super star, Сина је тренирао у рвачком кампу у Охају где је освајао све титуле.
Осим професионалног рвања Сина је издао албум You Can't See Me који се нашао на 15. месту америчке топ 200 листе. Одиграо је главну улогу у америчком акционом филму Маринац (2006), 12 рунди (2009), као и Legendary (2010), Daddy's Home (2017) и Blocker (2018).
Такође се појављивао и у неким шоу емисијама, као и у филму Бамблби.
Дипломирао је на Cushing академији и похађао Спрингфилд колеџ где је дипломирао 1998. у области психологије. На колеџу је био у фудбалском тиму и на дресу је носио број 54 који се и данас налази на његовим WWE производима. Након завршеног колеџа започео је каријеру бодибилдера, а такође је радио и као шофер у компанији лимузина.
Сина је рвање почео да тренира 2000. године на Ultimate University у Калифорнији који је део Ultimate Pro Wrestling. На Дискавери каналу у програму Школа рвања забележена су његова опонашања робота позната као The Prototype. Док је био члан UPW држао је титулу шампиона једва месец дана у априлу 2000. WWF преместила га је 2001. године у OVW (Ohio Valley Wrestling) нудећи му развојни уговор. Тамо је рвао као The Prototype и Mr. P и држао је шампионски појас три месеца и био Tag Team шампион са Риком Константином два месеца.

## Рвање
- Завршни покрети - Финишери 
  - АА - Адитуд Ађастмент (Attitude Adjustment) (ватрогасно ношење пребачено у чучно преузимање)
  - СТФ(маневар за предају)
- Обележни покрети - Сигнечури
  - Fajv Nakl Šafl (Five Knuckle Shuffle) - (running delayed fist drop)